# Kohei Nakashima
Kohei Nakashima (中島 康平 Nakashima Kohei?), född 7 december 1989 i Shimane prefektur, är en japansk fotbollsspelare.
Nakashima började sin karriär 2012 i FC Gifu. 2014 flyttade han till FC Machida Zelvia. Efter FC Machida Zelvia spelade han för Vonds Ichihara och Verspah Oita. Han avslutade karriären 2016.